# تلون

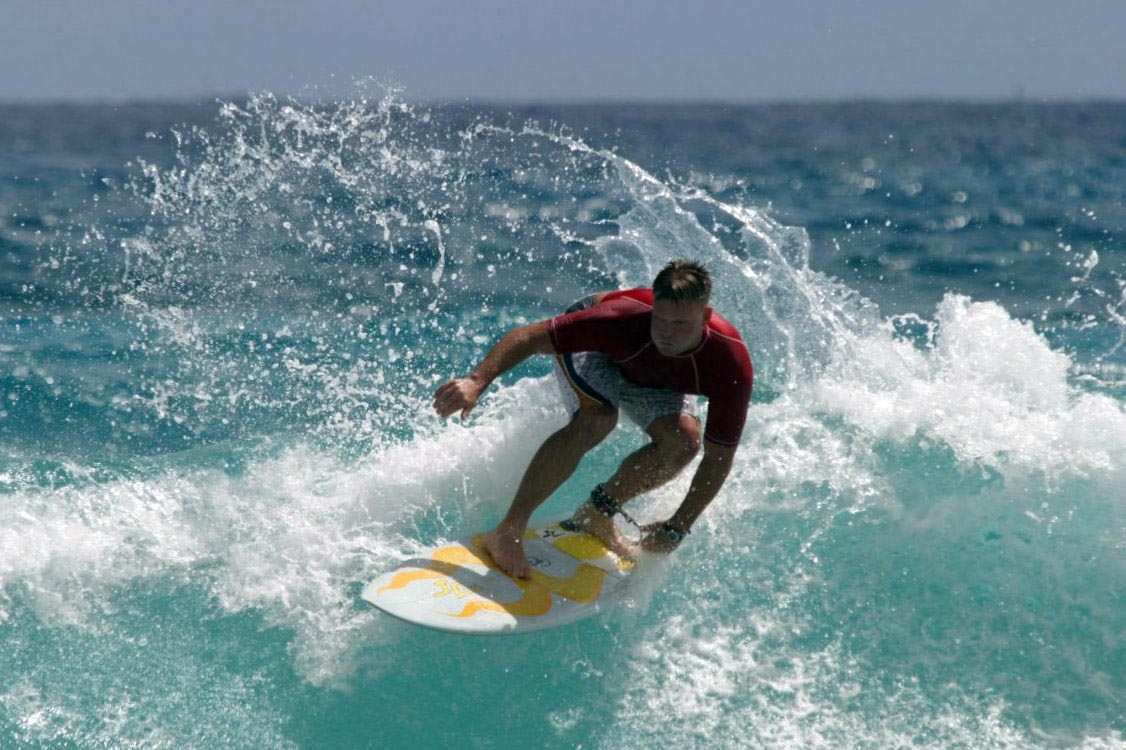
الصورة الأصلية بألوان خافتة نسبيا

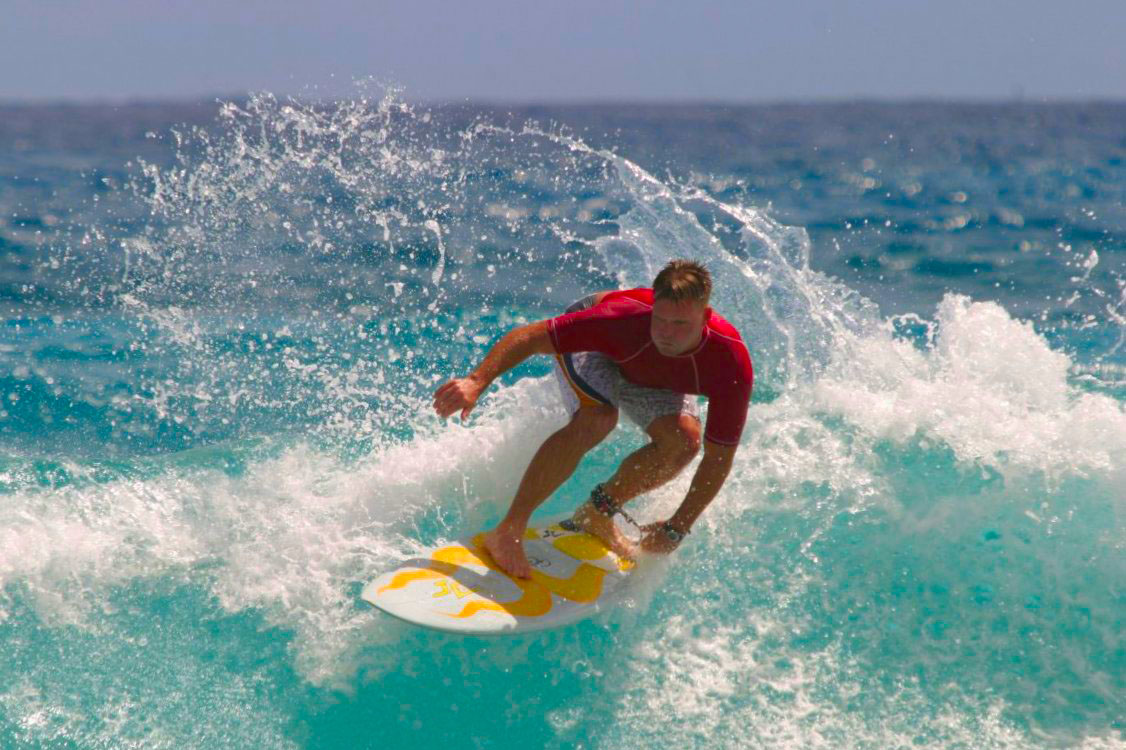
زيادة في الصفاء اللوني بنسبة 50% في الفضاء اللوني CIELAB

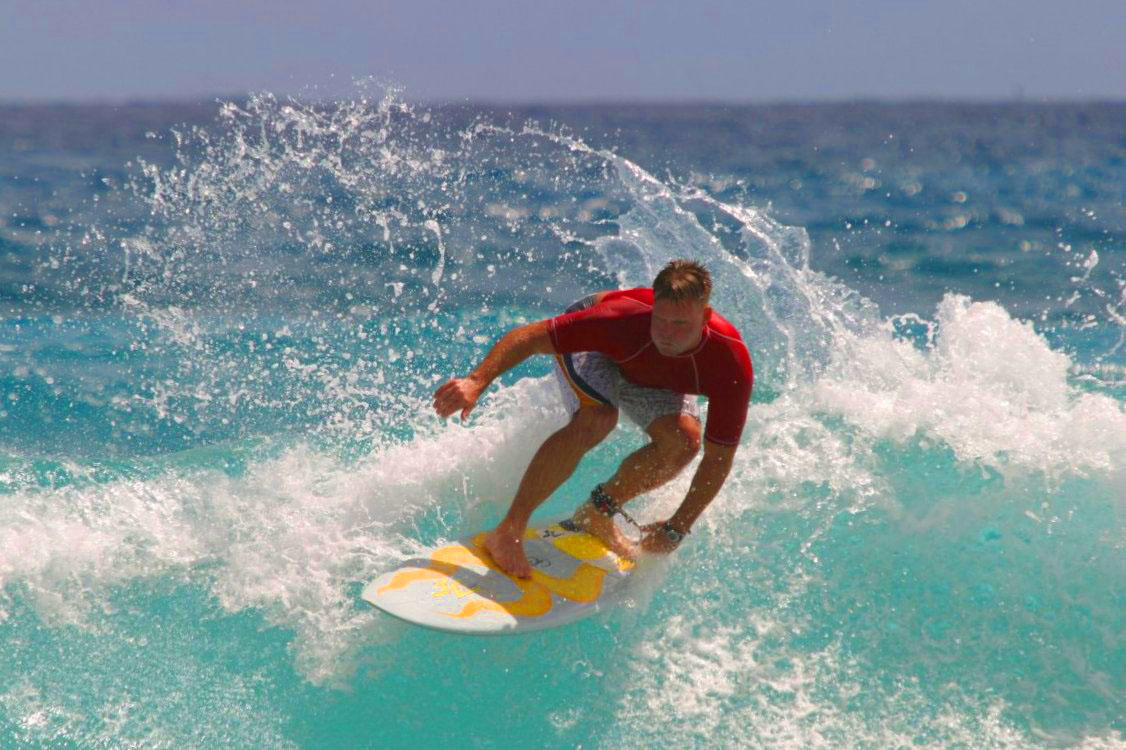
زيادة الإشباع في ص ش ض 50%. لاحظ أن تغيير الإشباع ص ش ض يؤثر أيضا على إضاءة اللون المدركة

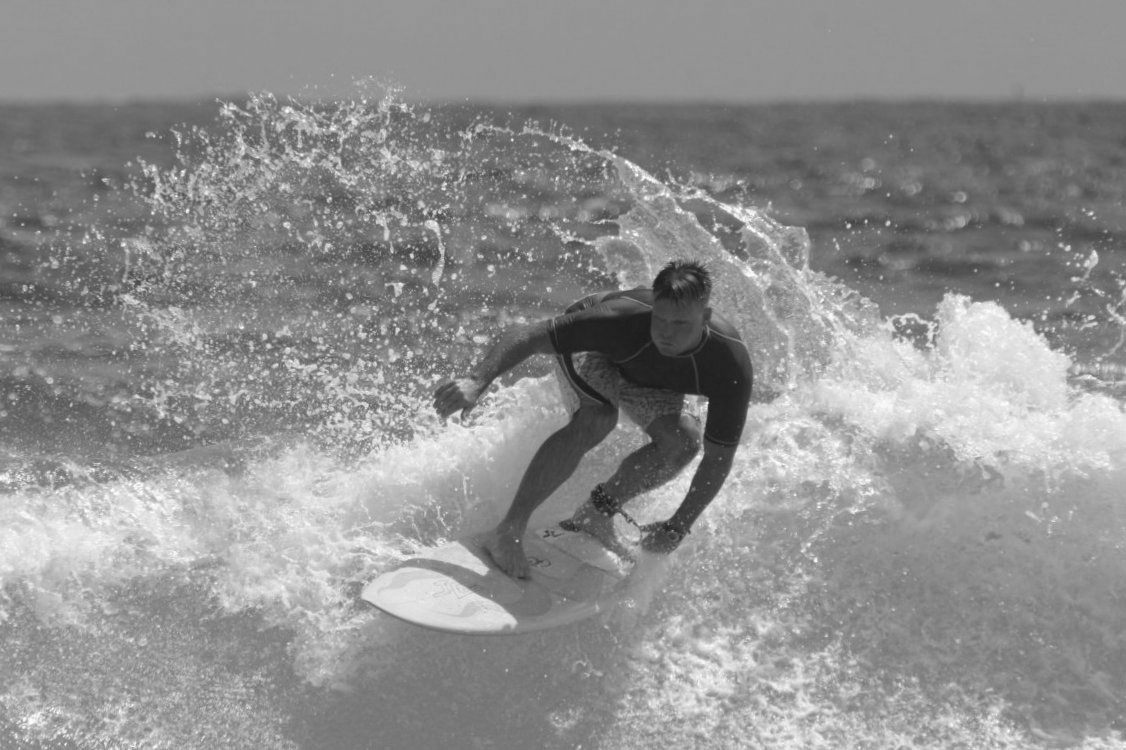
المحافظة على إضاءة CIELAB، مع جعل قيم *a و *b معدومة للحصول على تدرج رمادي

إن مفاهيم التلون (بالإنجليزية: Colorfulness)‏ والصفاء اللوني والإشباع اللوني في قياس الألوان ونظرية اللون متعلقة ببعضها البعض، ولكن هذه المفاهيم تشير إلى الشدة المدركة للون محدد. التلون هو الفرق بين اللون مقارنة باللون الرمادي. والصفاء اللوني هي الفرق بين اللون مقارنة بسطوع لون آخر يظهر لونه أبيضا تحت ظروف المشاهدة المشابهة. الإشباع هو الفرق بين اللون مقارنة بسطوعه. ومع أن هذا المفهوم العام هو مفهوم بديهي، إلا أن المصطلحات مثل «الصفاء: chroma»، و«الإشباع: saturation»، و«النقاء: purity»، و«الشدة: intensity» تستخدم غالبا بدون دقة كبيرة حتى عندما تعرّف جيدا بالاعتماد على النموذج اللوني المستخدم.
فالمحفزات المتلونة جدا تكون زاهية وحادة في حين تظهر المحفزات الأقل تلونا خافتة وأقرب إلى الرمادي. وبدون تلون يكون اللون حياديا ورماديا (الصورة التي لا يكون فيها تلون في أحد من ألوانها تكون ذات تدرج رمادي). ويمكن وصف أي لون باستخدام ثلاثة صفات مثل التلون (أو الصفاء اللوني أو الإشباع اللوني)، والإضاءة (أو السطوع)، والصبغة.